# 山田駅 (東京都)
山田駅（やまだえき）は、東京都八王子市緑町にある、京王電鉄高尾線の駅である。京王西管区所属。駅番号はKO49。

## 歴史
- 1931年（昭和6年）3月20日 - 御陵線の駅として開業[2]。
- 1944年（昭和19年）5月31日 - 東京急行電鉄（大東急）に併合。同社御陵線の駅となる。
- 1945年（昭和20年）1月21日  - 御陵線の不要不急線指定にともない休止[2]。
- 1948年（昭和23年）6月1日 - 東急から京王帝都電鉄が分離。同社の駅となる。
- 1964年（昭和39年）11月26日 - 御陵線の当駅 - 多摩御陵前駅間廃止。
- 1967年（昭和42年）10月1日  - 高尾線の駅として再開業[2]。
- 2013年（平成25年）2月22日 - 準特急停車駅となる（ただし急行は引き続き通過）[3][4]。
- 2022年（令和4年）3月12日 - 準特急が廃止され、代わって特急の停車駅となる[5][6]。

## 駅構造
相対式ホーム2面2線を有する地上駅である。線路は掘割部に位置することから、駅舎の構造は橋上駅舎のようになっている。車椅子用スロープは2番線のみある。
ホームと駅舎とを連絡するエレベーターが設置されている。
トイレは改札口内にある。かつてはユニバーサルデザインの一環としての「だれでもトイレ」は女性用と兼用となっていたが、2008年度に施工された改修の際に「だれでもトイレ」は男女トイレから独立した形とされた。

### のりば
| 番線 | 路線   | 方向 | 行先                                      |
| ---- | ------ | ---- | ----------------------------------------- |
| 1    | 高尾線 | 下り | めじろ台・高尾・高尾山口方面              |
| 2    | 高尾線 | 上り | 北野・府中・明大前・新宿・ 都営新宿線方面 |

- 上りの各駅停車は北野駅で京王八王子駅始発の特急・急行列車に接続する（一部の列車を除く）。

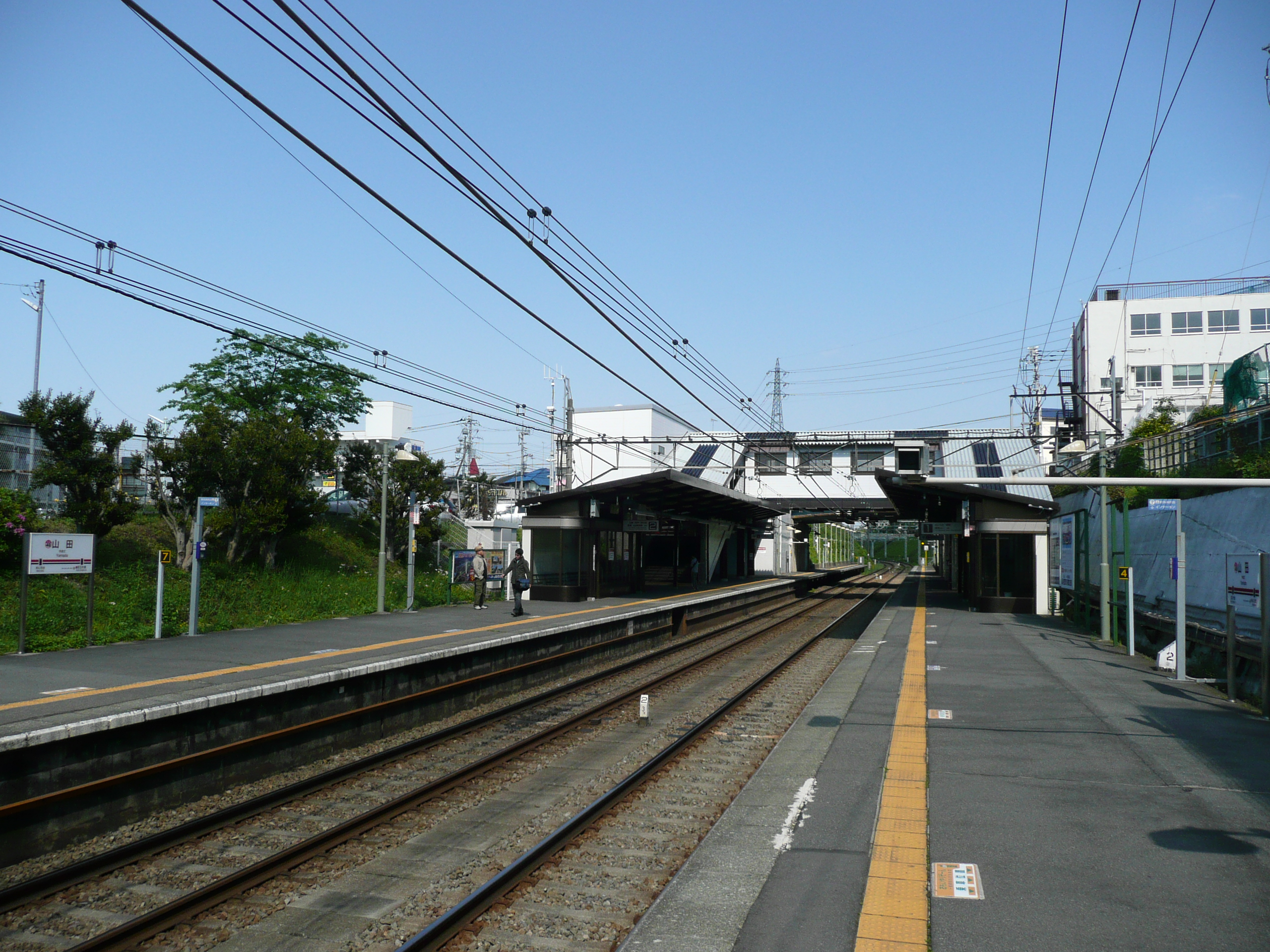
ホーム（2013年4月）

## 利用状況
2024年度の1日平均乗降人員は5,196人である。
近年の1日平均乗降人員及び乗車人員の推移は下表の通りである。
| 年度               | 1日平均 乗降人員 | 1日平均 乗車人員 | 出典     |
| ------------------ | ---------------- | ---------------- | -------- |
| 1967年（昭和42年） | 404              |                  |          |
| 1970年（昭和45年） | 1,268            |                  |          |
| 1975年（昭和50年） | 1,718            |                  |          |
| 1980年（昭和55年） | 2,633            |                  |          |
| 1985年（昭和60年） | 3,066            |                  |          |
| 1990年（平成02年） | 3,654            | 1,814            | [ * 1 ]  |
| 1991年（平成03年） |                  | 1,869            | [ * 2 ]  |
| 1992年（平成04年） |                  | 1,904            | [ * 3 ]  |
| 1993年（平成05年） |                  | 2,027            | [ * 4 ]  |
| 1994年（平成06年） |                  | 2,041            | [ * 5 ]  |
| 1995年（平成07年） | 4,043            | 2,038            | [ * 6 ]  |
| 1996年（平成08年） |                  | 2,115            | [ * 7 ]  |
| 1997年（平成09年） |                  | 2,068            | [ * 8 ]  |
| 1998年（平成10年） |                  | 2,071            | [ * 9 ]  |
| 1999年（平成11年） |                  | 2,112            | [ * 10 ] |
| 2000年（平成12年） | 4,137            | 2,115            | [ * 11 ] |
| 2001年（平成13年） | 4,058            | 2,068            | [ * 12 ] |
| 2002年（平成14年） |                  | 2,044            | [ * 13 ] |
| 2003年（平成15年） | 4,036            | 2,063            | [ * 14 ] |
| 2004年（平成16年） | 4,024            | 2,060            | [ * 15 ] |
| 2005年（平成17年） | 4,069            | 2,077            | [ * 16 ] |
| 2006年（平成18年） | 4,220            | 2,142            | [ * 17 ] |
| 2007年（平成19年） | 4,451            | 2,260            | [ * 18 ] |
| 2008年（平成20年） | 4,602            | 2,337            | [ * 19 ] |
| 2009年（平成21年） | 4,540            | 2,299            | [ * 20 ] |
| 2010年（平成22年） | 4,653            | 2,351            | [ * 21 ] |
| 2011年（平成23年） | 4,653            | 2,311            | [ * 22 ] |
| 2012年（平成24年） | 4,744            | 2,395            | [ * 23 ] |
| 2013年（平成25年） | 4,949            | 2,501            | [ * 24 ] |
| 2014年（平成26年） | 4,995            | 2,515            | [ * 25 ] |
| 2015年（平成27年） | 5,152            | 2,582            | [ * 26 ] |
| 2016年（平成28年） | 5,221            | 2,619            | [ * 27 ] |
| 2017年（平成29年） | 5,303            | 2,666            | [ * 28 ] |
| 2018年（平成30年） | 5,242            | 2,622            | [ * 29 ] |
| 2019年（令和元年） | 5,231            | 2,615            | [ * 30 ] |
| 2020年（令和02年） | 3,932            | 1,973            | [ * 31 ] |
| 2021年（令和03年） | 4,269            | 2,151            | [ * 32 ] |
| 2022年（令和04年） | 4,645            | 2,334            | [ * 33 ] |
| 2023年（令和05年） | 5,002            | 2,523            | [ * 34 ] |
| 2024年（令和06年） | 5,196            |                  |          |

## 駅周辺
- 広園寺（都指定史跡 / 都有形文化財）
- 富士森公園
- 多摩少年院
- 八王子市営緑町霊園
- 八王子市営斎場
- 八王子総合ホール
- 八王子緑町郵便局
- 磯沼ミルクファーム

### バス路線
山田駅（京王バス）
- 八91 八王子駅北口経由京王八王子駅行 ※土曜朝1本のみ
- 八90・八97 八王子駅南口行
- 八90 めじろ台駅行

## 駅名の由来
臨済宗の古刹である「山田の広園寺」が近くにあることから、「山田」と名づけられる。なお駅名は「やまだ」だが、広園寺および町名は「やまた」である。

## 隣の駅
京王電鉄
 高尾線
■急行
通過
■特急・■区間急行・■快速・■各駅停車（区間急行は上りのみ、快速は下りのみ運転）
京王片倉駅 (KO48) - 山田駅 (KO49) - めじろ台駅 (KO50)

### かつて存在した路線
京王帝都電鉄（廃止当時）
御陵線
片倉駅 - 山田駅 - 武蔵横山駅
- 片倉方は現在の高尾線に編入されている。

#### 利用状況に関する資料
京王電鉄の1日平均利用客数
1. 1 2 3  京王電鉄株式会社. “駅別 一日平均乗降人員”. 2025年6月25日時点のオリジナルよりアーカイブ。2025年6月25日閲覧。
2. ↑  京王電鉄株式会社. “1日の駅別乗降人員”. 2022年6月26日時点のオリジナルよりアーカイブ。2023年6月10日閲覧。
3. ↑  京王電鉄株式会社. “1日の駅別乗降人員”. 2023年6月10日時点のオリジナルよりアーカイブ。2023年6月25日閲覧。
4. ↑  京王電鉄株式会社. “駅別乗降人数” (pdf). 2024年6月27日時点のオリジナルよりアーカイブ。2024年6月27日閲覧。

東京都統計年鑑
1. ↑  東京都統計年鑑（平成2年）
2. ↑  東京都統計年鑑（平成3年）
3. ↑  東京都統計年鑑（平成4年）
4. ↑  東京都統計年鑑（平成5年）
5. ↑  東京都統計年鑑（平成6年）
6. ↑  東京都統計年鑑（平成7年）
7. ↑  東京都統計年鑑（平成8年）
8. ↑  東京都統計年鑑（平成9年）
9. ↑  東京都統計年鑑（平成10年） (PDF)
10. ↑  東京都統計年鑑（平成11年） (PDF)
11. ↑  東京都統計年鑑（平成12年）
12. ↑  東京都統計年鑑（平成13年）
13. ↑  東京都統計年鑑（平成14年）
14. ↑  東京都統計年鑑（平成15年）
15. ↑  東京都統計年鑑（平成16年）
16. ↑  東京都統計年鑑（平成17年）
17. ↑  東京都統計年鑑（平成18年）
18. ↑  東京都統計年鑑（平成19年）
19. ↑  東京都統計年鑑（平成20年）
20. ↑  東京都統計年鑑（平成21年）
21. ↑  東京都統計年鑑（平成22年）
22. ↑  東京都統計年鑑（平成23年）
23. ↑  東京都統計年鑑（平成24年）
24. ↑  東京都統計年鑑（平成25年）
25. ↑  東京都統計年鑑（平成26年）
26. ↑  東京都統計年鑑（平成27年）
27. ↑  東京都統計年鑑（平成28年）
28. ↑  東京都統計年鑑（平成29年）
29. ↑  東京都統計年鑑（平成30年）
30. ↑  東京都統計年鑑（平成31年・令和元年）
31. ↑  東京都統計年鑑（令和2年）
32. ↑  東京都統計年鑑（令和3年）
33. ↑  東京都統計年鑑（令和4年）
34. ↑  東京都統計年鑑（令和5年）